# Användargenererat innehåll
Användarskapat innehåll, även kallat användargenererat innehåll (på engelska "user-generated content" UGC), är digitalt innehåll, till exempel filmer, texter, nyheter och reklam, som skapats av användare av en webbtjänst. Några typer av webbplatser som ger utrymme för sådant innehåll är bloggar, wikier och sociala medier som Facebook, Youtube och Twitter. Det finns även bolag där användargenererat innehåll aktivt används som en strategisk komponent i bolagets marknadsföring, ett exempel är GoPro där användare kan ladda upp bilder och filmer (exempelvis via tävlingar) och där de bästa bidragen kan få uppmärksamhet genom att GoPro använder det i sin marknadsföring.
Många Internet-baserade databaser byggs numera i stort sett på användarskapat innehåll. Detta gäller till exempel allmänna uppslagsverk som Wikipedia och Store norske leksikon, samt specialiserade databaser inom film (IMDb.), musikutgivning (Discogs.com) och tecknade serier (Seriewikin).
UGC är ett exempel på hur innehållsproduktionen demokratiseras, dvs att det inte längre finns så kallade "gatekeepers" som kontrollera och godkänner innehållet som publiceras av användaren. Istället är det andra användare som godkänner bidraget.